# Florence Price
Florence Beatrice Price (Little Rock, 9 de abril de 1887 - Chicago, 3 de junho de 1953) foi uma compositora de música clássica norte-americana. Foi a primeira mulher negra reconhecida como compositora sinfônica e a primeira a ter uma composição tocada por uma orquestra sinfônica.

## Biografia

### Infância e juventude
Florence nasceu em Little Rock, em 1887, filha de Florence Gulliver e James H. Smith, uma das três filhas de um casal inter-racial. Apesar de esta ser uma época de preconceito e opressão, a família era valorizada e respeitada em sua comunidade. Seu pai era dentista e sua mãe era professora de música, que acabou passando para a filha Florence o gosto pela música e as primeiras aulas. Sua primeira apresentação no piano foi aos 4 anos de idade e sua primeira composição clássica foi aos 11 anos.
Aos 14 anos, Florence se formou na escola como a primeira da classe se matriculou no Conservatório da Nova Inglaterra, graduando-se em piano e órgão. Inicialmente, ela pretendia seguir carreira no México para evitar o preconceito e a perseguição contra negros em seu país. No conservatório, ela estudou composição e contraponto com compositores como George Chadwick e Frederick Converse e em seus tempos de estudante compôs seu primeiro trio e uma sinfonia. Formou-se com honras em 1906, tanto nos instrumentos quanto no magistério.

### Carreira
Antes de se mudar para Atlanta, em 1910, deu aulas brevemente no Arkansas. Em Atlanta, tornou-se chefe do departamento de música da Universidade Clark Atlanta. Em 1912, casou-se com o advogado Thomas J. Price e se mudaram de volta para Little Rock. Após uma série de incidentes racistas na cidade, até mesmo um linchamento em 1927, a família se mudou para Chicago, onde Florence passou a se dedicar integralmente à carreira de compositora. Estudou composição, orquestração e órgão com professores de referência na área, como Arthur Olaf Anderson, Carl Busch, Wesley La Violette e Leo Sowerby. Publicou quatro peças para piano em 1928. Esteve envolvida em várias atividades na Universidade de Chicago, e em outras instituições, estudando linguagens, artes e música.
Dificuldades financeiras levaram o casal ao divórcio em 1931, quando Florence se tornou mãe solteira de duas filhas. Para manter a família, ela trabalhou como organista em abertura de filmes mudos e compôs músicas para propagandas de rádio com um pseudônimo. Por volta dessa época, ela morava com amigos e eventualmente acabou se mudando para a casa de uma amiga e estudante, Margaret Bonds, pianista e compositora negra. A amizade com Margaret a fez entrar em contato com o escritor Langston Hughes e com a contralto Marian Anderson, duas figuras proeminentes no mundo artístico, que ajudaram a alçar o nome de Florence no meio da música. Junto de Margaret, Florence conseguiu reconhecimento nacional por suas composições e performances.
Em 1932, as duas submeteram composição para o Prêmio da Fundação Wanamaker, onde Florence ganhou o primeiro prêmio com sua Sinfonia em Mi Menor e o terceiro prêmio com sua sonata para piano, que lhe rendeu 500 dólares na premiação. Margaret Bonds ficou em primeiro lugar na categoria canção, com a música "Sea Ghost". A Orquestra Sinfônica de Chicago, conduzida por Frederick Stock, tocou a sinfonia ganhadora de Florence em 15 de junho de 1933, tornando-a a primeira negra a ter uma peça tocada por uma orquestra sinfônica.
Várias peças de Florence seria tocadas nos anos seguintes por influentes orquestras, como a Orquestra Sinfônica de Chicago. Seu trabalho era variado, com sinfonias, música de câmara, consertos para piano e violino, e arranjos para órgão. Alguns de seus trabalhos mais populares são "Three Little Negro Dances," "Songs to a Dark Virgin", "My Soul's Been Anchored in de Lord" e "Moon Bridge". Muitas de suas obras eram marcadas pelos ritmos e melodias das músicas negras.
Em 1940, teve seu nome introduzido na Sociedade Americana de Compositores, Autores e Editores. Em 1949, publicou dois arranjos religiosos e os dedicou a Marian Anderson, que os tocava regularmente.

## Estilo
Apesar de ter recebido uma educação quase que inteiramente centrada na tradição europeia, a música de Florence adotava o inglês e trazia as raízes do sul dos Estados Unidos na melodia. Compunha com um estilo vernacular, usando sons e ideias que serviam à realidade da moderna sociedade urbana. Sendo bastante religiosa, frequentemente usava as músicas das igrejas negras como material para seus arranjos. Suas melodias eram inspiradas na técnica romântica europeia tradicional, mesclada com tons de blues e jazz.

## Morte
Florence faleceu em 3 de junho de 1953, devido a um acidente vascular cerebral. Após sua morte, muitos de seus trabalhos caíram no esquecimento e apenas recentemente foram redescobertos pela comunidade da música. Alguns de seus trabalhos se perderam, mas assim como muitas intérpretes negras estão ganhando notoriedade, também seu trabalho tem sido reconhecido. Em 2001, a Filarmônica das Mulheres gravou um álbum apenas com seus trabalhos. Ela foi sepultada no Cemitério do Santo Sepulcro de Alsip, no Condado de Cook, Illinois.